# MQTT
MQTT (англ. message queuing telemetry transport) — упрощённый сетевой протокол, работающий поверх TCP/IP, ориентированный на обмен сообщениями между устройствами по принципу «издатель — подписчик».

## История
Первая версия разработана Энди Стэнфорд-Кларком (IBM) и Арленом Ниппером (Arcom) в 1999 году и опубликована под лицензией со свободой от роялти. Спецификация MQTT 3.1.1 была стандартизирована консорциумом OASIS в 2014 году.
Годом ранее была разработана спецификация для сенсорных сетей MQTT-SN ver.1.2.

## Особенности протокола

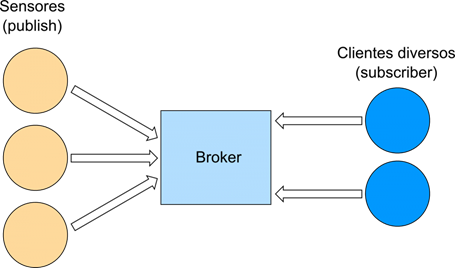

Протокол ориентируется на простоту в использовании, невысокую нагрузку на каналы связи, работу в условиях постоянной потери связи, лёгкую встраиваемость в любую систему. Основное предназначение — работа с телеметрией от различных датчиков и устройств.
Использование шаблона подписчика обеспечивает возможность устройствам выходить на связь и публиковать сообщения, которые не были заранее известны или предопределены, в частности, протокол не вводит ограничений на формат передаваемых данных.